# 林明昕
林明昕（？年—），臺灣法律學者、政治人物，研究領域在憲法、行政法、行政救濟法。現任國立臺灣大學法律學系教授、行政院政務委員。

## 生平
林明昕小學就讀臺南市永福國民小學，先後自國立臺灣大學法律學系法學組畢業（法學士學位）、法律學研究所公法組畢業（法學碩士學位，指導教授為許宗力）後，赴德國留學，取得慕尼黑大學法學博士學位。
返國後，曾經在國立中正大學、東吳大學等校的法律學系執教，2006年起任教於國立臺灣大學法律學系。2007年至2010年間，擔任中央選舉委員會委員。
林明昕的主要研究領域在憲法、行政法，尤其行政救濟法，包含行政爭訟與國家責任法。學術上主張《憲法增修條文》規定司法院大法官不得連任，並不包含卸任5年後「再任」的情形。
2024年5月，賴清德政府公布將任命林明昕為政務委員，加入卓榮泰內閣。他在5月20日就職。

## 外部連結
- 林明昕 教授 （页面存档备份，存于），國立臺灣大學法律學院。
- 行政院林明昕政務委員 （页面存档备份，存于），行政院。

| 中華民國政府職務 | 中華民國政府職務                   | 中華民國政府職務 |
| ---------------- | ---------------------------------- | ---------------- |
| 行政院           |                                    |                  |
| 前任： -         | 政務委員 2024年5月20日—            | 繼任： 現任      |
| 前任： -         | 中央選舉委員會委員 · 2007年—2010年 | 繼任： -         |